# KS Budowlani Łódź
Klub Sportowy Budowlani Łódź powstał w 1948 roku, posiada obecnie sekcje: rugby, piłki siatkowej kobiet oraz zapasów. Siedziba klubu położona jest przy ulicy Górniczej 5 w Łodzi.

## Sekcje klubu

### Rugby

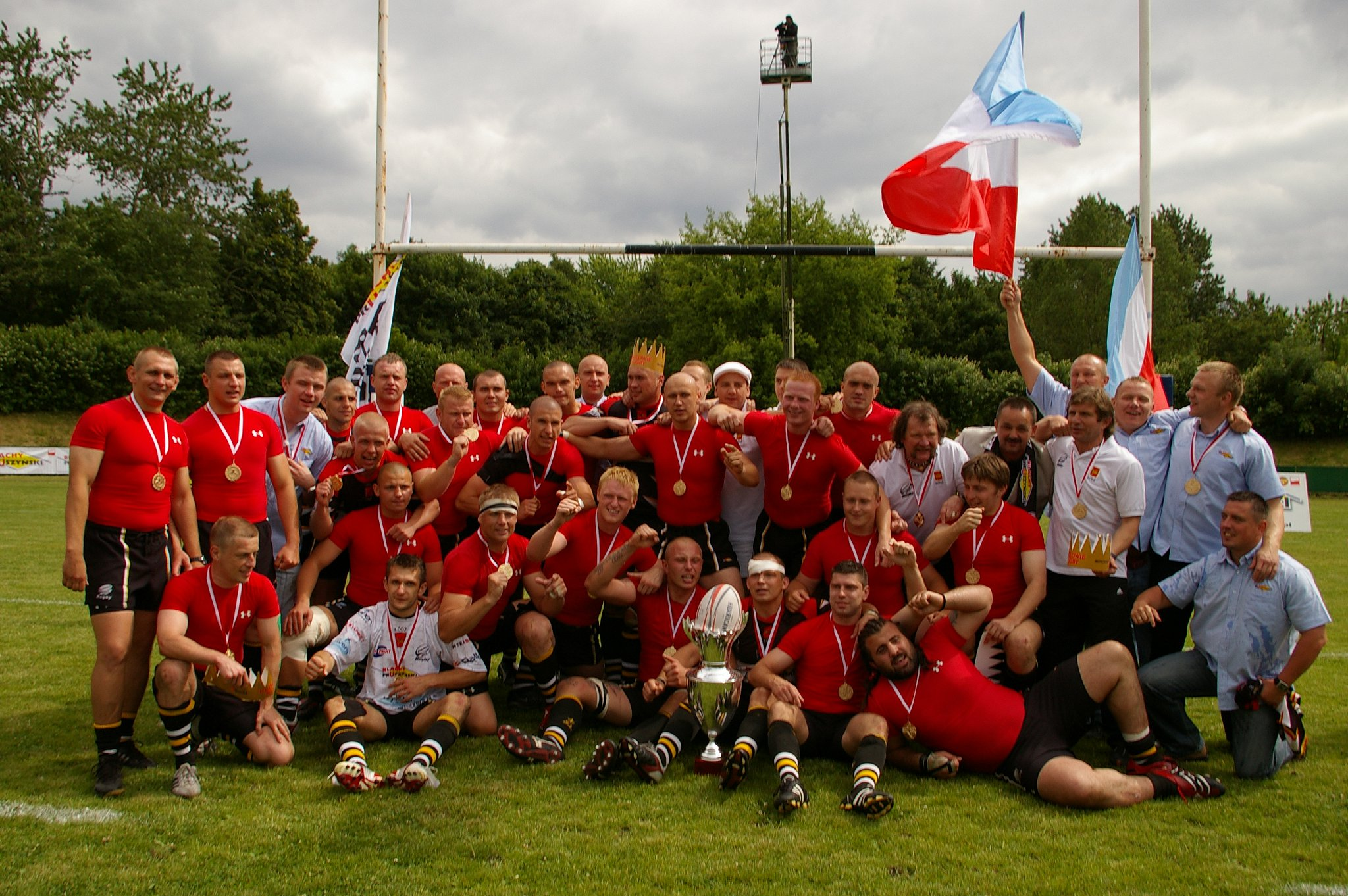
Rugbiści Budowlanych Łódź po zdobyciu mistrzowskiego tytułu w 2010 roku.

Sekcja rugby powstała w klubie w 1968. Założycielem sekcji i pierwszym trenerem drużyny był Ryszard Wiejski. Drużyna między innymi ośmiokrotnie zdobywała mistrzostwo Polski seniorów i sześciokrotnie Puchar Polski. Klub posiada także tytuły mistrzowskie w kategorii juniorów. Zespół swoje spotkania rozgrywa na stadionie przy ulicy Górniczej 5 w Łodzi.

#### Sukcesy

##### Seniorzy
- Mistrzostwa Polski:
  -  Mistrzostwo (5×): 1983, 2006, 2007, 2009, 2010,
  -  Wicemistrzostwo (7×): 1979, 1984, 2003, 2004, 2005, 2008, 2011,
  -  Trzecie miejsce (5×): 1982, 1985, 1989, 1990, 1992,
- Puchar Polski:
  -  (4×): 1992, 2003, 2009, 2011, .

##### Juniorzy
- Mistrzostwa Polski:
  -  Mistrzostwo (21×): 1971, 1972, 1974, 1975, 1976, 1977, 1978, 1986, 1989, 1990, 1991, 1996, 2003, 2004, 2005, 2007, 2009, 2014, 2020, 2021, 2022.

### Siatkówka kobiet

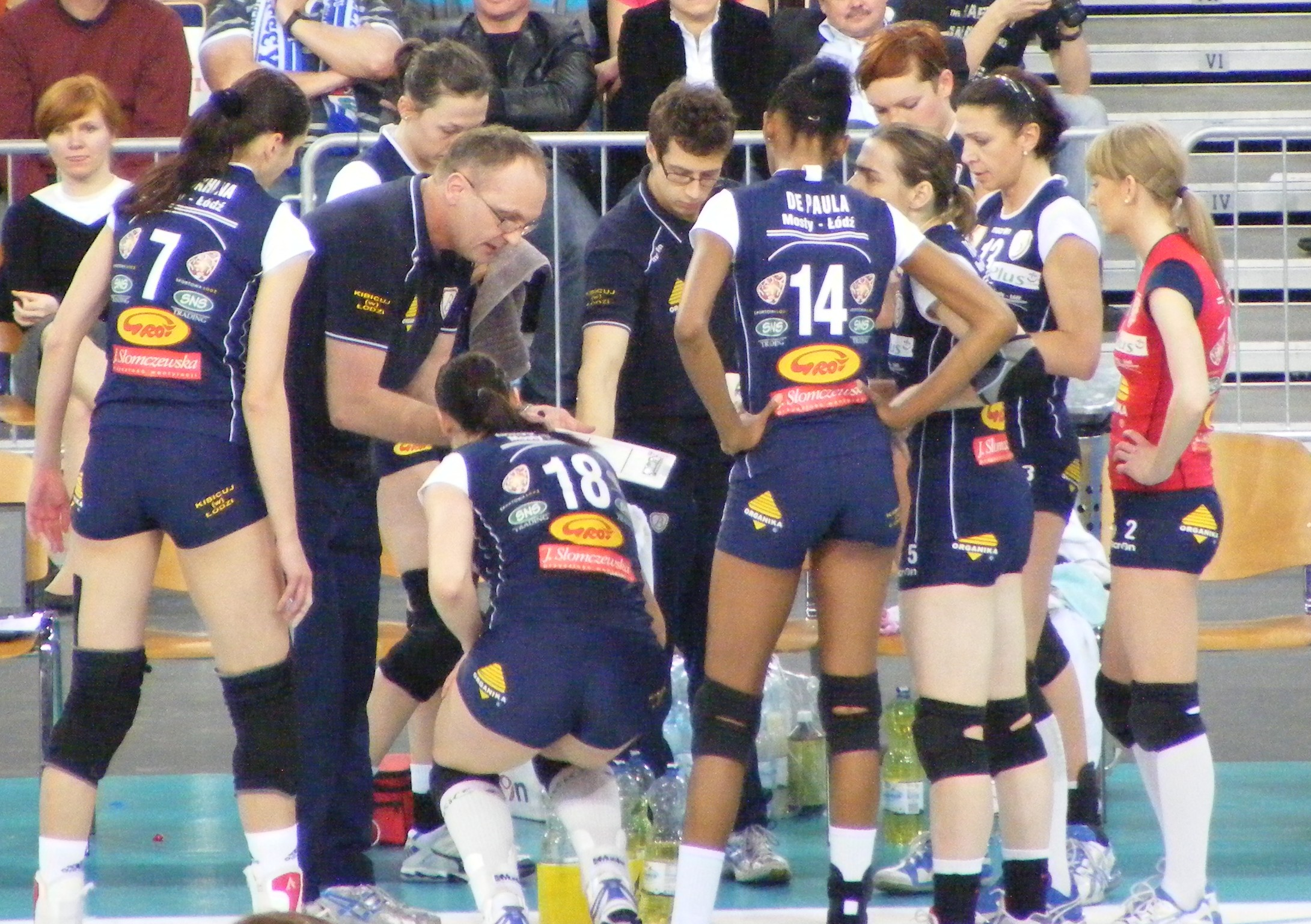
Siatkarki Organiki Budowlanych

Sekcja siatkówki istniała w latach 70. i 80., której to największym sukcesem był awans do II ligi. W 2006 roku wznowiła działalność, a przez kolejne trzy sezony z najniższego szczebla rozgrywek awansowała do I poziomu ligowego, na którym aktualnie występuje. Największym sukcesem siatkarek było zdobycie Pucharu Polski w 2010 i 2018 roku, Superpucharu Polski w roku 2017, a także wicemistrzostwa kraju w 2017 roku i brązowego medalu MP w 2018.

Zespół swoje spotkania rozgrywa w Atlas Arenie mieszczącej się przy al. Bandurskiego 7 w Łodzi. 

#### Sukcesy
- Mistrzostwa Polski:
  -  Wicemistrzostwo: 2017, 2019
  -  Trzecie miejsce: 2018
- Puchar Polski:
  -  (2×): 2010, 2018
  - : 2017

- Superpuchar Polski:
  -  (2×): 2017, 2018